# ホーコス
ホーコス株式会社は、広島県福山市に本社を置く会社である。

## 概要
工作機械等の製造販売をおこなっている。海外進出を積極的に行いアメリカ・フランス・タイ・韓国等に子会社や事業所を持っている。

## 沿革
- 1940年（昭和15年） - 前身である報國造機創立。小型卓上工作機械の製造開始する。戦争激化と共に航空機部品の生産開始
- 1945年（昭和20年） - 報國造機株式会社を設立。その後報國農機株式会社に変更し農機具の生産を開始する。
- 1960年（昭和35年） - 事業内容を工作機械の製造販売に転換。
- 1961年（昭和36年） - 商号を報國機械株式会社と名称変更。
- 1970年（昭和45年） - 公害防止装置の製造販売を開始。米国フルダイザー社と集塵装置の技術提携
- 1990年（平成2年） - 現在の社名に変更。CIを導入
- 1997年（平成9年） - バンコク駐在員事務所開設。
- 2001年（平成13年） - デトロイトに事務所を開設。
- 2002年（平成14年） - ホーコス・タイランド設立。
- 2003年（平成15年） - ホーコス・テクニカルセンター・オブ・アメリカ設立。
- 2005年（平成17年） - ホーコス・フランス設立。
- 2010年（平成22年） - 韓国ホーコス設立。

## 不正輸出問題
韓国の企業に核兵器開発に法律上、転用可能とされる工作機械を経済産業相の許可を得ずに無許可輸出したとして強制捜査。警視庁公安部と広島県警察はウラン濃縮をするための遠心分離機の部品を作ることもできる工作機械を性能を低く偽り輸出したもので、この韓国企業から中東もしくは北朝鮮の核開発疑惑国に転売されたとしているが、実際は、流用･転用の事実は全くなかった。北朝鮮への不正輸出事件#高性能工作機械不正輸出事件参照。経済産業省から輸出一部禁止5カ月間の行政処分を受け社員4人が逮捕された。